# Frederik Storch
Frederik Storch (Kerteminde, 21 luglio 1805 – Copenaghen, 2 settembre 1883) è stato un pittore danese.

## Biografia
Storch nacque a Kerteminde, sull'Isola di Fionia, e studiò all'Accademia delle belle arti di Copenaghen. Nel 1832 si recò a Monaco di Baviera, dove rimase fino al 1852, ad eccezione del 1845-46, periodo in cui viaggiò in Italia. Divenne poi professore all'Accademia di Copenaghen al suo ritorno in Danimarca.